# Marie-Hélène Lefaucheux
Marie-Hélène Lefaucheux (geboren am 26. Februar 1904 in Paris; gestorben am 25. Februar 1964 im Lake Pontchartrain, Louisiana) war eine französische Widerstandskämpferin, Politikerin und Frauenrechtlerin.

## Herkunft, Ausbildung und Familie
Marie-Hélène Postel-Vinay war die Tochter von Marcel Postel-Vinay und dessen Ehefrau Madeleine (geborene Delombre). Als eine der ersten Frauen besuchte sie die Pariser Freie Schule der Politikwissenschaften, sie nahm zudem an der École du Louvre Klavierstunden. 1925 heiratete sie den Rechtsanwalt und Ingenieur Pierre Lefaucheux. Aufgrund eines Unfalls in ihrer Jugendzeit konnte sie keine Kinder mit ihm bekommen.
Ihr Ehemann kam 1955 bei einem Autounfall ums Leben. Sie selbst war einen Tag vor ihrem 60. Geburtstag unter den Todesopfern eines Flugzeugunfalls: Eine Douglas DC-8 der Eastern Air Lines stürzte auf dem Eastern-Air-Lines-Flug 304 kurz nach dem Start in New Orleans auf dem Rückflug nach New York wegen eines Fehlers in der Trimmung des Höhenruders in den Lake Pontchartrain. Alle 58 Insassen kamen dabei ums Leben, neben Lefaucheux auch der amerikanisch-deutsche Sänger und Schauspieler Kenneth Spencer.

## Besatzung und Résistance
Im Zweiten Weltkrieg waren Marie-Hélène Lefaucheux und ihr Ehemann (wie auch ihr Bruder André Postel-Vinay) aktive Mitglieder in der Résistance und stellten ihre Wohnung als Unterschlupf und Hauptquartier für Mitkämpfer zur Verfügung. Sie gehörten dem Zweig Organisation civile et militaire (OCM) der Résistance an. Ab dem Frühjahr 1942 hatten sie über Yvonne Churn Verbindungen zu Kriegsgefangenen und konnten Nachrichten in und aus Gefängnissen schmuggeln. Dies führte zur Einrichtung des COSOR-Komitees innerhalb des Résistance-Rats. Im März 1944 wurde Lefaucheux Vertreterin im Komitee zur Befreiung von Paris. Ihr Ehemann wurde im Juni 1944 durch den deutschen Sicherheitsdienst verhaftet und nach Buchenwald verschleppt. Sie konnte seine Verlegung nach Metz erwirken, wo das Ehepaar sich nach dem deutschen Abzug im September wiedertraf.

## Politisches Leben nach dem Zweiten Weltkrieg
Für ihre Taten im Widerstand erhielt sie den Orden der Ehrenlegion, das Croix de guerre und die Médaille de la Résistance. Ihr Ehemann wurde nach dem Krieg als Vorsitzender des Autoherstellers Renault eingesetzt; sie selbst wurde als Vertreterin der OCM und für Aisne seitens der MRP in die verfassungsgebende Versammlung der Provisorischen Regierung der Französischen Republik entsandt und wurde auch in den Stadtrat von Paris gewählt, wo sie Vizepräsidentin wurde. Nach der Verabschiedung der neuen Verfassung 1946 wurde Lefaucheux in den ersten Rat der Republik (Senat) der Vierten Republik gewählt. 1947 gab sie den Ratssitz zugunsten eines Sitzes in der Versammlung der Union française wieder auf.
Als einzige Frau in der ersten französischen Delegation zu den Vereinten Nationen nahm sie an der ersten Generalversammlung der Vereinten Nationen in London 1946 teil. Sie gehörte zu den fünfzehn Gründungsmitgliedern der Kommission der Vereinten Nationen zur Rechtsstellung der Frau innerhalb des Wirtschafts- und Sozialrats der Vereinten Nationen. Dieser Kommission saß sie von 1948 bis 1952 vor. Noch bis 1959 war sie französische Delegierte zu den Vereinten Nationen.
Sie gründete ferner die Vereinigung der Frauen der Französischen Union (Association des Femmes de l'Union Française), welche sich um die Wohlfahrt für algerische und afrikanische Französinnen innerhalb der (kurzlebigen) Union einsetzen wollte. Von 1954 bis 1964 war sie Präsidentin im Nationalrat der Französischen Frauen (Conseil national des femmes françaises), dem französischen Dachverband im Netzwerk des Internationalen Frauenrats. Auch in diesem internationalen Gremium wurde sie tätig und amtierte von 1957 bis 1963 als ICW-Präsidentin.